# Ex YU rock енциклопедија 1960—2006
Ex YU rock енциклопедија 1960—2006 је књига српског аутора, новинара и музичког критичара Петра Јањатовића. Објављена је 2007. године и представља треће проширено издање Јањатовићеве књиге из 1998. године под називом Илустрована YU rock енциклопедија 1960—1997. У књизи се налазе информације о рок сцени и бендовима за време СФРЈ, као и бендови и информације српске рок сцене.

## О делу
Књига садржи биографије и дискографије најпопуларнијих уметника са југословенске рок сцене, као и информација рок сцене након распада СФРЈ. Осим рока, у књизи су заступљени блуз, реге, светска музика, хип-хоп и амбијентална музика, односно песме ових жанрова и информације о бендовима који су их изводили. У књизи се такође налазе информације о најзначајнијим и највећим југословенским рок фестивалима и часописима, односно медијима коју су писали о рок музици.

### Илустрована YU rock енциклопедија 1960—1997 (1998)
Прво издање књиге под називом Илустрована YU rock енциклопедија 1960—1997 објављено је 1998. године. Јањатовић наводи да је почетком осамдесетих година 20. века њему и Драгану Кремеру понуђено да пишу књигу о југословенском року, а они су то одбили. Међутим, након неком времена почели су на уређивању рок енциклопедија, а Јањатовић је кренуо у сакупљање материјала за будуће издање.
Почетком деведесетих година, у време распада Југославије, Јањатовић је почео да ради на књизи и записао: 
| „ | Баш као што медвед побегне од дуге зиме и спава неколико месеци, тако сам ја бежао од глупих деведесетих година, ТВ емисија, идиотских политичара, инфлације, дефлације и пенетрације до писања књиге. Са слушалицама у ушима, главном заглављеном у старе часописе, тровао сам се бољом прошлошћу са рок сцене из шездесетих, седамдесетих и осамдсесетих година и оса оним што је преживело деведесетих. И овде, на дашањи дан, 1. децембра 1997. године, завршен је текст енциклопедије. | ” |

У првом издању књиге налазе се биографије и дискографије дела која су привукла пажњу јавности током постојања СФРЈ, укључујући информације о њиховим активностима након распада земље. Од дела која су привукла пажњу јавности након распада Југославије, Јањатовић је укључивао само уметнике из СР Југославије. Он је изјавио да верује да су рок сцене Словеније, Хрватске, Босне и Херцеговине и Македонија независне сцене, са мало позвенаости са српском и југословенском рок сценом.

### Илустрована ex YU rock енциклопедија 1960—2000 (2001)
Друго издање књиге Илустрована Ex YU rock енциклопедија 1960—2000, објављено је 2001. године. У предговору за друго издање Јањатовић наводи:
| „ | Прошло је три године од објављивања претходне књиге, а многе ствари су се промениле. Лидери који су учинили наш живот несрећним су дефинитивно историја. Само данас, на дан када пишем овај текст, Слободан Милошевић је ухапшен. И пре два дана био сам на концерту Психомодо попа у Хали спортова на Новом Београду. На истом месту у децембру 2000. године наступали су КУД Идијоти, а након њих Дарко Рундек са својим бендом [...] Након Рамба Амадеуса у Хрватској је наступио велики број бендова из Србије [...] Лакше је уништити него градити. | ” |

Као и претходно, ово издање преставило је дела и бендове из СР Југославије, али не и дела и музичаре из других бивших југословенских република.

### Југословенски бендови и музичари (1960—1991)
| Слово | Извођачи |
| ----- | --- |
| A     | Аеродром - Александар Македонски - Алиса - Амајлија - Амбасадори - Анастасија - Аниматори - Архангел - Тихомир "Поп" Асановић - Атоми - Атомско Склониште - Аутомобили - Азра |
| Б     | Момчило Бајагић "Бајага" - Ђорђе Балашевић - Балкан - Банана - Бастион - Жељко Бебек - Беби Дол - Тома Бебић - Бегнаград - Нено Белан - Бел Темпо - Беле вишње - Беле вране - Београд - Безимени - Безобразно зелено - Бијеле стријеле - Бијело Дугме - Бисери - Блуз квинтет - Блуз Трио - Боа - Бомбај штампа - Borghesia - Боyе - Марко Брецељ - Горан Бреговић - Буцо и Срђан - Булдози - Булдожер - Булевар - Бумеранг |
| Ц     | Какаду лук - Центер За Демуманизацијо - ЦОД - Црни Бисери - Црвена јабука - Црвени кораљи - Дејан Цукић - Цврчак и Мрави |
| Ч     | Чиста проза - Здравко Чолић - Никола Чутурило |
| Д     | ДАГ - Дах - Далека обала - Далтони - D' Boys - Дел Арно Банд - Милан Делчић - Делфини (Сплит) - Делфини (Загреб) - Demolition group - Ден за ден - Денис & Денис - Ди Луна блуз бенд - Динамити - Дисциплина Кичме - Владимир Дивљан - Дивље јагоде - Дивљи анђели - Договор из 1804. - Доктор Спира и Људска Бића - Томаж Домицељ - Доријан Греј - Други начин - Ду Ду А - 2227 - Дино Дворник |
| Ђ     | Ђаволи - Драгољуб Ђуричић |
| Џ     | Џентлмени |
| Е     | Екатарина Велика - Електрични оргазам - Електрони - Елипсе - Елвис Ј. Куртовицћ & Хис Метеорс |
| Ф     | Марјета "Неца" Фалк - Фараони - Филм - Фит - Формула 4 |
| Г     | Галија - Гарави сокак - Гастарбајтери - Генерација 5 - Џибони - Горди - Gori Ussi Winnetou - Град - Грч - Грешници - Грива - Група 220 - Група I - Група Марина Шкргатића - Густапх y Његови Добри Духови |
| Х     | Саша Хабић - Хари Мата Хари - Хаустор - Хенда - Хероина - Хероји - Хладно пиво - Хобо |
| И     | Идоли - Игра стаклених перли - Александар "Сања" Илић - Индекси - Инстант карма - Искре - Ален Исламовић - ИТД бенд - Изазов |
| Ј     | Џакарта - Југословени - Ибрица Јусић - Јутро — YУ група |
| К     | Камелеони - Карлоњy Варy - КБО! - Кербер - Конгрес - Контраритам - Корни група - Борис Ковач - Корнелије Ковач - Јани Ковачић - Зденка Ковачичек - Козметика - Владо Креслин - КУД Идијоти — Ксенија |
| Л     | Лабораторија звука - Лачни Франз - Лаибацх - Лаки пингвини - Лауфер - Леб и сол - Ле Цинема - Лет 3 - Јосипа Лисац - Милан "Миле" Лојпур - Lola V. Stain - Петер "Перо" Ловшин - Лублански Пси - Луна - Лутајућа срца |
| М     | Мајке - Оливер Мандић - Златко Манојловић - Ђорђе Марјановић - Срђан Марјановић - Мартин Крпан - Бранко Марушић Чутура - Сеид Мемић Вајта - Меморија - Мерлин - Messerschmitt - Метак - Карло Метикош - Александер Межек - Ми - Miladojka Youneed - Александра Слађана Милошевић - Мизар - Млади - Млади леви - Драго Млинарец - Море |
| Н     | На Лепем Пријазни - Напред у прошлост - Неки то воле вруће - Нервозни поштар - Ниет - Нирвана - Нови фосили - Борис Новковић |
| О     | О'Харе - Обојени Програм - Око - Октобар 1864 - Опус - Осми Путник - Освајачи - Otroci Socializma |
| П     | Панкрти - Параф - Парни Ваљак - Партибрејкерс - Парламент - Патрола - Пекиншка Патка - Томаж Пенгов - Марина Перазић - Ивица Перцл - Петар и Зли Вуци - Петар Пан - Милош Петровић - Пилоти - Аленка Пинтерич - Пламених 5 - Плава трава заборава - Плави оркестар - Dr. Project Point Blank Blues Band - Полска Маца - Помаранча - Поп машина - Породична Мануфактура Црног Хлеба - Последња игра лептира - Зоран Предин - Предместје - Душан Прелевић - Придигарји - Прљаво казалиште - Про Арте - Прва љубав - Психомодо поп |
| Р     | Рамбо Амадеус - Регата - Револвери - Rex ilusivii - Резонанса - Рибља Чорба - Лаза Ристовски - Ритам Нереда - Роботи - Розе Позе - Дарко Рундек - Руж |
| С     | Сатан Панонски - Самоникли - Сан - SCH - Септембар - СеџА - Силуете - Зоран Симјановић - Сирова кожа - Сломљена стакла - Смак - Смели - Соколи - Томи Совиљ - The Spoons - Сребрна крила - Иван "Пико" Станчић - Стидљива љубичица - Стијене - Јадранка Стојаковић - Перица Стојанчић - Стоп - С.Т.Р.А.Х - С времена на време - Сунцокрет |
| Ш     | Шарло Акробата - Андреј Шифрер - Миладин Шобић |
| Т     | Тако - Термити - Теруси - Тешка индустрија - Robert Tilly - Тајм и Дадо Топић - Тони Монтано - Тривалија - Трула коалиција - Тунел - Тути фрути бенд - Тврдо срце и велике уши |
| У     | Урагани - У шкрипцу |
| В     | Валентино - Вампири - Ван Гог - Тихомир "Тини" Варга - Ватрени пољубац - Горан Вејвода - Видеосекс - Викторија - Вјештице - Влада и Бајка - Младен Војичић "Тифа" - Војвођански блуз бенд - Време и земља - Врисак генерације |
| З     | Забрањено пушење - Зана - Здраво - Зебра - Златни акорди - Златни дечаци - Златни прсти - Зона Б - Звијезде |
| Ж     | Жетеоци |

### Српски бендови и музичари (1991—2006)
| Музичари и бендови |
| --- |
| Атеист реп - БААЛ - Бабе - Бед копи - Београдски Синдикат - Бјесови - Блок аут - Браћа Лефт - Буквар буквар - Човек без слуха - Дарквуд даб - Деца лоших музичара - Директори - Doghouse Band - Џа или Бу - Дарко Џамбасов - Џукеле - Е-Плаy - Ева Браун - Ајзберн - Фамилија - Генерација Без Будућности - Глуве кучке - Гоблини - Горибор - Гру - Васил Хаџиманов - Хазари - Интрудер - Ирфан Муертес - Јарболи - J.U.S.T - Канал Твид - Канда, Коџа и Небојша - Казна за уши - К2 - Клинички мртав - Контрабанда - Кристали - The Kuguars - Лајко Феликс - Lee Man - Лира Вега - Лутке - Love Hunters - Мадам Пијано - Марчело - Minstrel - Mistakemistake - НБГ - Негатив - Неочекивана сила која се изненада појављује и решава ствар - Неверне бебе - Најт шифт - Ништа али логопеди - Новембар - Ортодокс Келтс - Оружјем против отмичара - Overdrive - Никола Пејаковић "Коља" - Плејбој - Popcycle - Попечитељи - Ана Поповић - Огњен Поповић - Пресинг - Прљави инспектор Блажа и Кљунови - Qрве - Рер - Симић Qуартет - Сикс Пак - Ана Станић - Стрејт џекин - Саншајн - Супернаут - Супер с карамелом - Све или ништа - Шаблон - 357 - УРГХ! - Велики презир - Виборг Далас - Воја Вијатов - Вуду Попај - ВРООМ - Владан Вучковић - Who Is The Best - X центар - Збогом Брус Ли - Звонцекова Биљежница |

## Реакције и критике

### Прво издање
| „ | Када сам чуо вест да Јањатовић ради на овој књизи, знао сам да је то посао који захтева врсту напора, који се често граничи са мазохизмом. Са појављивањем његове књиге, конкуренција за највеће достигнуће у области југословенске рок литературе, затворена је заувек. — Иван Ивачковић, музички критичар | ” |

| „ | Илустрована YU Rock Ennciklopedija је први рад ове врсте понуђен на пресуду јавности. Ова књига је прекретница. — Петар Поповић, музички критичар | ” |

| „ | Јањатовићеви списи су увек интересантни. Чланци су написани критички, са финим анегдотада на правим местима и укусно коришћеним пресудама. Биографија најпознатијих група су попут минијатурних романа. — Милан Влајчић, критичар и новинар | ” |

| „ | Једно је сигурно, ова књига ће наћи место у многим домовима, али и у медијским кућама. Млађе колеге које тек почињу да пишу о догађајима на рок сцени, има ће незамењив алат у свом раду, што ће им помоћи да искључе све могуће чињеничне грешке. — Иван Марковић | ” |

| „ | Књига коју морате имати, ако се из било ког разлога нећете сећати када смо били земља са једном од најјачих рок сцена у Европи. Затим смо се ослободили окова, а створене су четири слободне земље са најснажнијим турбо-фол сценама на свету. — Звездан Георгијевски | ” |

Књига је такође похвањена у српском недељнику Време, црногорском листу Вијести и босанскохерцеговачком часопису Фан.
Било је и негативних реакција на књигу. Део хрватске јавности замерио је аутору што је бенд Рибља Чорба добио више простора у књизи од било ког другог, нарочито од најпопуларнијих хрватских рок бендова као што су Парни ваљак и Прљаво казалиште. Хрватски музички критичар Дарко Главан за Вечерњи лист написао је:
| „ | Чувајте се Срба који пишу Ју-рок енциклопедије, могао би бити наслов овог кратког прегледа, онога што је према мом сазнању прва југословенска рок енциклопедија [...] У енциклопедији се налази мање од две странице о Парном ваљку и мање од странице о Прљавом казалишту, што је прилично увредљиво, да исти простор немају водећи хрватски бендови, са њиховим богатим дискографијама. | ” |

Са друге стране у српском листу Наша борба, Срђан Д. Стојановић је написао:
| „ | Главна мана Јањатовићеве књиге је чињеница да је импресиониран западним деловима бивше СФРЈ, тако да су скоро сви бендова из гаража и подрума словеначких села добили чланке у овој енциклопедији, док су неки дискографски релевантни бендови из унутрашње Србије били изостављени. | ” |

За часопис Слободна Босна, Един Авдић је написао:
| „ | Иако је Јањатовић имао аполитички приступ, ако се има у виду све што се десило у последњих седам или осам година на територији земље која је нестала, југословенској рок енциклопедији недостају информације о национално-шовинистичким ангажманима неких група. | ” |

### Друго издање
Критике књиге су биле углавном позитивне, али било је различитих мишљења, 1998. године након њеног изласка. У Београду је Јањатовић био оптужен да је превише импресиониран западним деловима бивше СФРЈ, у Загребу сасвим супротно уз упозорење Чувајте се Срба коју пишу југословенске енциклопедије, док су у Сарајеву Јањатовића оптужили да је аполитичан[. ..] Појавом другог издања југословенске енциклопедије ствари су се промениле на боље, са мање негативних критика.

### Треће издање
У прегледу објављеном у српском листу Данас наводи се:
| „ | Таква врста УСПЕХА (заслужује велика слова, када имамо у виду земљу у којој се то дешава, а још више када укључимо тренутак у којем се то дешава), може се описати као идеална мешавина љубави, талента и напорног рада. Петар Јањатовић, међутим, [...] се није предао самозадовољству. Свесни чињенице да он није беспрекоран, он наставља своја, рок путовања, крунисајући га трећим, овогодишњим издањем нешто што у овом облику није виђено на територији бивше СФРЈ, али и изван ње. Сада је већ ова енциклопедија достигла 320 страница, које садрже читљиву историју рокенрола у једном, већем делу Европе. | ” |

За магазин Попбокс, Димитрије Војнов је написао:
| „ | С времена на време, чак ни с времена на време, заправо само једном се појављује ова публикација, којој интернет не може ништа учинити, осим што је илегално дистрибуирао[...] Петар Јањатовић је направио капиталну публикацију која садржи историју и дискографију југословенског рокенрола. Иако фанови неких бендова могу рећи да имају мање простора од осталих[...] Када се све сабере, простор и пажња су правично распоређени, у складу са популарношћу и пажњој коју су бендови имали на југословенској рок сцени. Што је још важније, Јањатовић успева да прође неповређено и објективно кроз писање о ауторима који су прошли кроз невероватне естетске и идеолошке трансформације и да правилно разјајни претходне подвиге и касније пропасти, што је врло важно када се ради о деловима Рибље Чорбе или Прљавог казалишта[...] Нема потребе да причамо о томе колико велико остварење представља ова књига. | ” |

Треће издање књиге нашло се на критици љубитеља хеви-метал музике, јер је Јањатовић укључио најзначајније хеви метал бендове у књигу, али није пиониер југословенске хеви-метал музике, као и неке млађе бендове који су стекли велику популарност, као што су Краљевски апартман и Алогиа.